# Kudankulam
Kudankulam (Tamil: கூடங்குளம் Kūṭaṅkuḷam [ˈkuːɖʌŋɡuɭʌm]; auch Koodankulam) ist ein Ort im Distrikt Tirunelveli im indischen Bundesstaat Tamil Nadu. Er liegt an der Küste des Indischen Ozeans 70 Kilometer südlich der Distrikthauptstadt Tirunelveli und 20 Kilometer nordöstlich von Kanyakumari, der Südspitze Indiens, im Taluk (Sub-Distrikt) Radhapuram. Die Einwohnerzahl beträgt rund 13.000 (Volkszählung 2011).
Der Ort ist durch das Kernkraftwerk Kudankulam bekannt, das seit dem Jahr 2002 gebaut wird. Hier befinden sich außerdem hunderte von Windrädern zur Stromerzeugung, von denen acht auf dem Grundstück des Kernkraftwerks stehen. Diese Windräder haben gegenwärtig eine Leistung von zusammen 2000 MW und stellen einen der größten Windparks in Indien dar.